# Antonio Maria Magro
Pour les articles homonymes, voir Magro.
Antonio Maria Magro, né le 5 juin 1954 à Catanzaro en Calabre, est un réalisateur, scénariste et acteur italien.

## Biographie
Né à Catanzaro, mais Bolonais d'adoption, il rejoint en 1980 le noyau historique de la Compagnia Italiana di Prosa (it) de lla Rai, avec laquelle il joue, d'abord comme acteur secondaire, puis comme acteur principal, dans plus de 400 pièces de théâtre, comédies, pièces en un acte et pièces originales. En 1982, il rencontre le réalisateur Umberto Benedetto (it) qui lui confie le rôle principal dans plus de 40 pièces et lui ouvre les portes de la Compagnia di Prosa della Radiotelevisione Svizzera à Lugano. Il devient également l'un des principaux acteurs de cette troupe. La dernière collaboration avant la mort d'Umberto Benedetto est la comédie Le Système Ribadier de Georges Feydeau, dans laquelle Magro joue le rôle principal avec Giorgio Albertazzi et Paola Quattrini. Quelques mois plus tôt, sa dernière production radiophonique officielle en Italie avec la RAI l'a vu jouer avec Turi Ferro dans la réduction du roman Le Jour de la chouette de Leonardo Sciascia, toujours sous la direction d'Umberto Benedetto. Il a été dirigé à plusieurs reprises par des metteurs en scène de la trempe d'Anton Giulio Majano, Guglielmo Morandi, Sandro Bolchi ou Dante Raiteri.
Il a abordé la réalisation cinématographique très jeune, avec la réalisation de Decadenza, dont il a également écrit le scénario et qui comptait Raf Vallone parmi ses acteurs. Il se fait connaître en réalisant des documentaires et des spots publicitaires dont il assure également le montage. En 1990, l'université de Ferrare lui demande de réaliser un film pour la télévision à l'occasion du 600e anniversaire de la fondation de l'université de Ferrare: c'est ainsi que naît L'ulivo e l'alloro (litt. « L'olivier et le laurier »), dont il signe le scénario, le scénario et la mise en scène. En 1992, il fonde à Bologne « Europe's Lamp », une société de production cinématographique avec laquelle il réalise deux films : Dov'era lei a quell'ora? (it), qui restera longtemps inédit, et Storie di seduzione, consacré au monde de la radio. La musique de ce film est signée Roby Facchinetti.
Storie di seduzione sort en janvier 2021 sur Amazon Prime,,
Dov'era lei a quell'ora? (it) voit le jour début mars 2023 sur les principales plateformes, d'Amazon Prime à Apple TV+, d'iTunes à Google Play, en passant par Cecchi Gori Home Video. L'opération est rendue possible par l'Istituto Luce Cinecittà, dans les usines duquel le film a été tourné, qui s'est chargé du transfert en haute définition,.
Sur Rai 2 est diffusé I viaggi dell'anima, un feuilleton en 53 épisodes qui le voit jouer le triple rôle d'acteur, d'auteur et de metteur en scène. Il est le protagoniste de I salmoni del San Lorenzo, un film de coproduction italo-hongroise, avec la collaboration italienne de Rai Cinema, réalisé par un prolifique metteur en scène d'Europe de l'Est : Ferenc András. Le film, dont les décors se trouvent à Budapest et à Agrigente, est adapté du roman éponyme de l'écrivain et essayiste sicilien Enzo Lauretta. Du même auteur, il a joué dans I giorni della vacanza et L'ospite inattesa pour la Radiotelevisione svizzera di lingua italiana.
En 2018, il revient au théâtre en tant que metteur en scène et acteur dans Voci dalla penombra, où sa voix se mêle au jazz avec le Simone Giannotti Jazz Septet.

## Filmographie

### Réalisateur et scénariste
- 1976 : Decadenza
- 1991 : L'ulivo e l'alloro
- 1992 : Dov'era lei a quell'ora? (it)
- 1995 : Storie di seduzione

### Acteur
- 1976 : Decadenza d'Antonio Maria Magro
- 2003 : I salmoni del San Lorenzo (A Szent Lörinc folyó lazacai) de Ferenc András